# Лакос, Андре
Андре́ Лако́с (нем. André Lakos; род. 29 июля 1979, Вена) — австрийский хоккеист, защитник чешского клуба «Орли Зноймо», выступающего в Австрийской лиге. Выступал за национальную сборную.
Первый австриец в КХЛ и автор первой заброшенной шайбы на «Арене Трактор».

## Карьера
В 14 лет, после развода родителей, вместе с матерью переехал в Монреаль, где стал заниматься хоккеем. Начинал карьеру в клубе «Торонто Сент-Майклс Мэйджорс». До 2003 года играл за различные североамериканские команды, после чего на два сезона вернулся на родину в клуб «Виенна Кэпиталз». Сезон 2004/05 Лакос провёл в «Сиракьюз Кранч», после чего вновь выступал за австрийский клуб — «Ред Булл». Сезон 2007/08 начал в «Хьюстон Аэрос», а завершил в «Ферьестаде». Далее два сезона провёл в КХЛ, в команде «Трактор». Затем вернулся в Австрию, играл в Германии и Чехии.